# Pedro Prieto (actor)
Pedro Prieto Escobar (Madrid, España; 20 de septiembre de 1986) es un actor y presentador de televisión español.

## Biografía
Desde pequeño le encantaba la actuación, por lo que actuaba en diversas obras de teatro, y en sus inicios fue modelo en su país natal España hasta que llegó a México. Estudió actuación en la India por un año y a China por seis meses.
Hace su debut actoral en teatro con la obra «No te escondo nada» en 2012.
En 2010, participó en Armando (o la buena vecindad), donde interpretó a Ramiro. Compartió créditos con Perla Cristal, David Alemán, Paloma Sereno, Carlos Cabero, entre otros.
En 2011 y hasta 2014, participó en De buena ley que desempeñaban las funciones de representación con Jesús Damián Sánchez, sustituyendo a Rafa Durán y a Emilio Pineda. Compartieron créditos con Sandra Barneda, la conductora jueza principal en la sobremesa del canal Telecinco.
En 2014, participó en Rescatando a Sara. Compartió créditos con Andreas Muñoz, Carmen Machi, Claudia Traisac, Fernando Guillén Cuervo, Sandra Melero, entre otros.
Luego, participó en la obra juvenil Peter Pan, donde interpretó al Capitán Garfío. En 2016, en la obra Se Busca Marido luego también, en la que participó junto a Bárbara Torres y Sebastián Ferrat, donde interpretó a Antonio.
Entre 2015 y 2016 participó en la obra teatral su primera participación en México, Hércules.
En 2015 y 2016 participó en Antes muerta que Lichita, narrando las historias de los episodios de la misma serie. Compartió créditos con Maite Perroni, Arath de la Torre, Ingrid Martz, Eduardo Santamarina, Chantal Andere, Luz Elena González, entre otros. También fue presentador del programa Hoy desde 2016 hasta 2020, junto a Galilea Montijo, Andrea Legarreta, Raúl Araiza Herrera, Paul Stanley, entre otros.
En 2018, participó en el reality deportivo y salvaje Reto 4 elementos, en la primera temporada, donde ingresó e integró al «Equipo Conductores» con Carolina Morán, Daniela Fainus y Yurem Rojas. Compartió créditos también con la conductora y actriz Montserrat Oliver, entre otros.
Anteriormente, fue el presentador del programa Miembros al aire junto a Paul Stanley, Eduardo Santamarina, Jorge «El Burro» Van Rankin y Mauricio Mancera, suplantando a El Negro Herrera. Además de animar el programa Hoy, conduce el programa canal de espectáculos El Deal Show, transmitido en YouTube.

## Filmografía

### Cine
- Fuego negro (2020) …. Hombre de negro
- Armando (o la buena vecindad) (2010) …. Ramiro

### Televisión
- MasterChef Celebrity (2023) .... Participante[4](2.° eliminado)
- Reto 4 elementos (2018) …. Participante (20.° eliminado)

### Series
- La madrastra (2022) ... Antonio Gil.
- S.O.S me estoy enamorando (2021) …. Gonzalo «Gotcha» / Marlene[5]
- 40 y 20 (2018) …. Nayat
- Por amar sin ley (2018) …. Alberto
- Antes muerta que Lichita (2015-2016) …. él mismo en las narraciones
- Rescatando a Sara (2014)

### Teatro
- No te escondo nada (2012)[6]
- Hércules (2015-2016) …. Hércules
- Peter Pan (2015) …. Capitán Garfio
- Se busca marido (2016) …. Antonio[7]
- Toc Toc (2020)

### Como presentador
- La Academia acceso total (2024)
- Venga la alegría, fin de semana (2023-presente)
- SNSerio (2023)
- Miembros al aire (2020) .... presentador
- El Deal Show, programa virtual y canal de YouTube (2019-presente) …. presentador y panelista en el teatro "El Vicio"
- Hoy (2016-2020) …. presentador junto a Galilea Montijo, Andrea Legarreta y Raúl Araiza
- De buena ley (2014) …. copresentador